# Parc national de Pallas-Yllästunturi
 (octobre 2023).
Si vous disposez d'ouvrages ou d'articles de référence ou si vous connaissez des sites web de qualité traitant du thème abordé ici, merci de compléter l'article en donnant les références utiles à sa vérifiabilité et en les liant à la section « Notes et références ».
Le parc national de Pallas-Yllästunturi est le troisième plus grand parc national de Finlande et il s’étend sur une superficie de 1 020 kilomètres carrés. 
Le parc national est situé dans la Laponie de l’Ouest sur la zone des municipalités d’Enontekiö, Kittilä Kolari et Muonio. Le paysage du parc national de Pallas-Yllästunturi est dominé par la chaîne de monts lapons tunturi d’une longueur de cent kilomètres, ainsi que par les forêts de taïgas de la zone boréale nordique. Du point de vue de son nombre de visiteurs, le parc national de Pallas-Yllästunturi est le parc national le plus populaire de Finlande. En année, le nombre de visiteurs enregistré s’est élevé à 561 200 visites.
La popularité de ce parc national est due à plusieurs raisons. D’après le sondage réalisé auprès des visiteurs, les visiteurs du parc national de Pallas-Yllästunturi apprécient en particulier les paysages de la région, le vaste réseau de sentiers et de pistes, ainsi que la propreté et la sécurité générales. Le paysage des monts Pallastunturi a été sélectionné comme un des paysages nationaux de la Finlande.

## Possibilités de randonnées

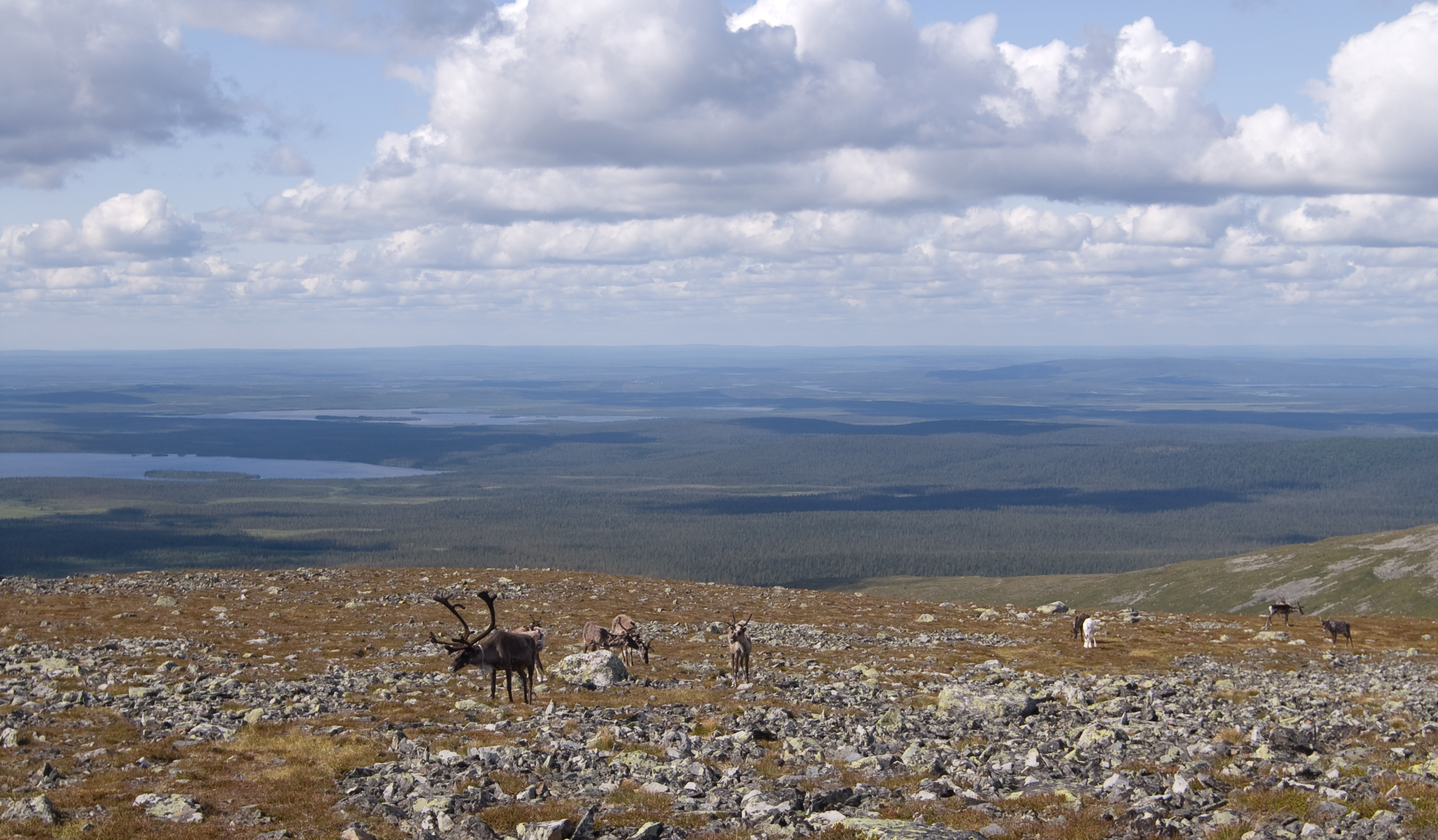
Rennes sur le Taivaskero

Le parc national de Pallas-Yllästunturi compte des dizaines de sentiers différents de randonnée et de ski qui s'adressent aux randonneurs de divers niveaux. Vous pouvez observer  de manière polyvalente la nature du parc national long des sentiers. Certains sentiers vous emmènent jusqu’au sommet des monts Tunturi, alors que d’autres vous font découvrir la nature forestière de la région et les paysages de marais.
Au parc national, vous pouvez vous déplacer avec vos forces musculaires, entre autres, en marchant, en  faisant du VTT, du canoë-kayak, du ski, ainsi qu’en raquettes à neige. Les sentiers de randonnée polyvalents offrent la possibilité pour des randonnées à la journée de différentes longueurs, ainsi que pour des randonnées plus longues. Au parc national de Pallas-Yllästunturi, les randonneurs à la journée ont la possibilité de grimper jusqu’aux sommets des monts. Les randonnées à la journée populaires sont : la randonnée de Pyhäkero, le circuit Taivaskero, l’itinéraire Pirunkurun ponnistus, le sentie Varkaankuru, le circuit Kesänkijärvi, ainsi que le circuit Tuomikuru. 
La majeure partie des itinéraires sont des circuits, et on trouve des aires de repos entretenues tout le long des sentiers. Ces aires de repos sont les tipis, les abris forestiers, les aires de feu de camp, les belvédères, ainsi que les cabanes sauvages et les refuges à réserver. On compte un total de 340 kilomètres d’itinéraires balisés de randonnées estivales sur la zone du parc national. De plus, les itinéraires de randonnées estivales des zones proches du parc national forment un réseau de près de 200 kilomètres. Le VTT est autorisé sur les itinéraires balisés de randonnées estivales, à part quelques exceptions. On compte plus de 500 kilomètres de pistes de ski, et plus de 100 kilomètres d’itinéraires de randonnées hivernales. Il est possible de se déplacer sur les itinéraires de randonnées hivernales à pied, avec des raquettes à neige, ainsi qu’en VTT. 
Le sentier de randonnée Hetta-Pallas est le sentier de randonnée le plus connu du parc national, et c’est également l’itinéraire de randonnée balisé le plus ancien de Finlande. L’itinéraire a été ouvert en 1934. L’itinéraire de randonnée Hetta-Pallas d’une longueur de 50 kilomètres peut être parcouru dans les deux sens. L’itinéraire passe par les plateaux et les ravins des monts Tunturi. L’itinéraire de randonnée mène jusqu’à plusieurs sommets des monts. Plusieurs cabanes sauvages et refuges à réserver entretenus se trouvent le long de l’itinéraire.

## Géographie et nature
Le paysage du parc national de Pallas-Yllästunturi est dominé par la chaîne de monts lapons tunturi qui est un vestige des montagnes de plissement. Les formes arrondies des monts actuels sont les parties de la base usée des montagnes de plissement. Le point le plus élevé du parc national est Taivaskero de Pallastunturi, dont le sommet est située à 809 m, au-dessus du niveau de la mer. Les autres monts élevés sont par exemple, Pyhäkero, Lumikero, Laukukero et Palkaskero. Kero signifie le sommet rond et dénudé du mont. 
La nature du parc national de Pallas-Yllästunturi est variée et changeante. La zone comprend plusieurs biotopes : des marais, des forêts de conifères, des vieilles forêts à l’état naturel, des monts sans arbres et des bosquets. 

### Végétation et cours d'eau

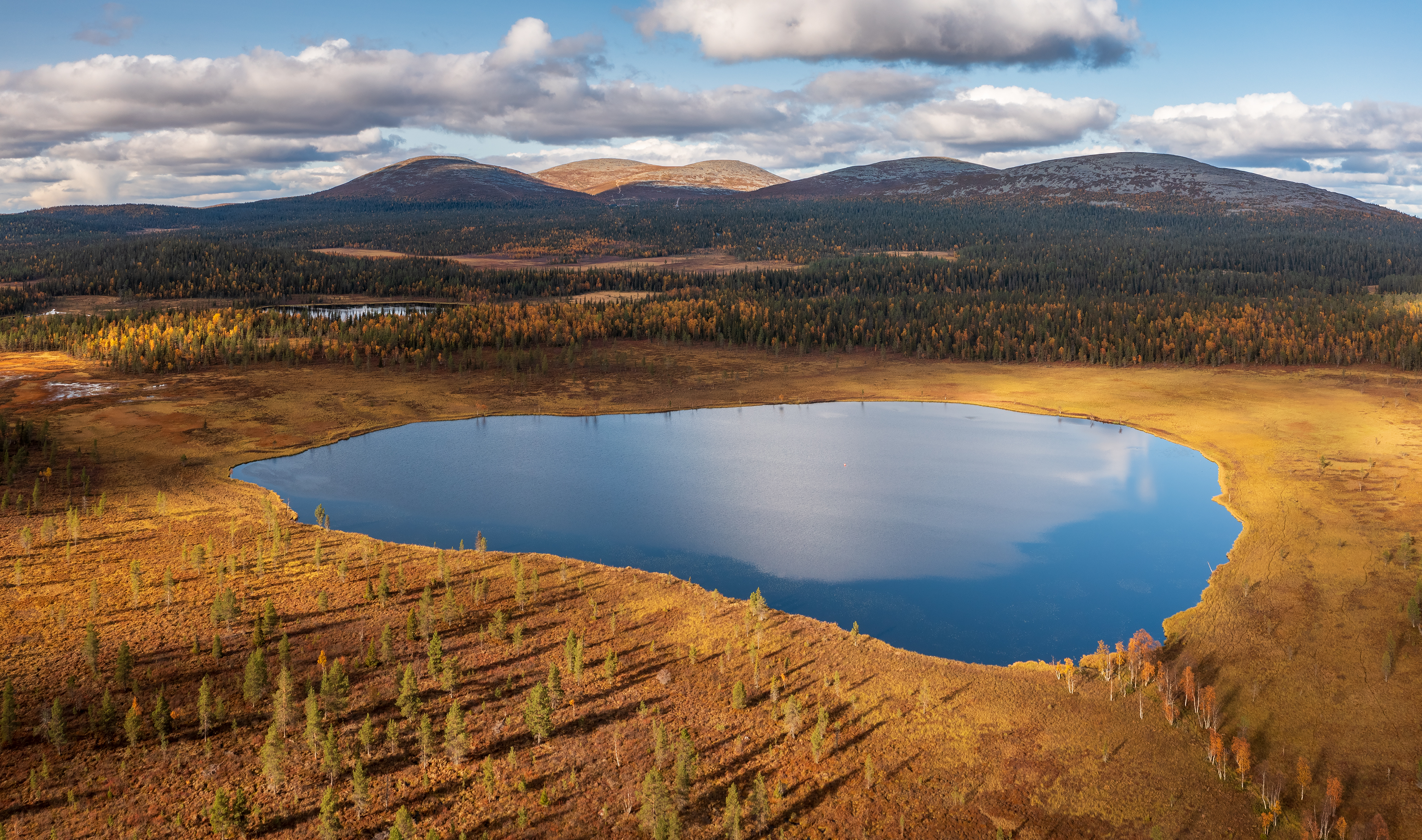
Pallastunturi et Hanhijärvi dans le parc national.

Le parc national est riche du point de vue de sa végétation. Le pin, l’épicéa, et le bouleau de montagne sont les espèces qui se plaisent le mieux sur la zone. Les végétaux typiques aux monts lapons dénudés sont les différentes plantes de petite taille, comme le bouleau nain, la Diapensia lapponica, le Busserole des Alpes, et la Camarine noire. Dans les bosquets luxuriants le long des ruisseaux, on trouve entre autres, la groseille de Laponie Ribes spicatum ssp. Lapponicum, la fougère allemande Matteuccia struthiopteris, l’angélique vraie, ainsi que le bois-joli. Parmi les arbustes qui se plaisent dans les forêts de conifères, citons la myrtille et l’airelle. Dans les vieilles forêts vierges humides, poussent le Géranium des bois et le Cornouiller de Suède, ainsi que de nombreuses espèces rares de mousse et de champignons. 
Les marais constituent le paysage typique du parc national de Pallas-Yllästunturi, outre les forêts de conifères. Dans les marais se plaisent de nombreux végétaux de zone humide comme le lédon des marais, la Linaigrette, la mûre des marais et l’airelle des marais. Les Orchidées rares poussent aussi sur les zones plus calcaires. 
Le parc national compte plusieurs lacs et marécages, ainsi que des petits ruisseaux. Le plus grand lac du parc est Pallasjärvi, qui se trouve sur la partie sud-est du Centre nature Pallastunturi.  
Les plus grands mammifères que l’on rencontre dans le parc national sont le renne et l’élan. Les rennes, en particulier, se plaisent sur les monts lapons et sur les zones de marais en été. Les mammifères typiques sont également le lièvre, le renard, la marte, le lemmus lemmus, diverses espèces de campagnols et l’écureuil. Les plus gros prédateurs de Finlande qui vivent en permanence sur la zone du Parc national de Pallas-Yllästunturi sont l’ours et le lynx.  
Les espèces d’oiseaux du Nord et du sud se rencontrent au parc national de Pallas-Yllästunturi. Les espèces nordiques sont, par exemple, le Lagopède alpin, le Lagopède des saules et le Pluvier guignard. Les forêts luxuriantes d’épicéas sont bruyantes pour les espèces du sud comme le merle et le Pouillot siffleur. Les différentes espèces de Paridae, de Mésangeai imitateur, ainsi que de Durbec des sapins se plaisent dans la forêt. Lorsqu’il y a beaucoup de campagnols, on observe davantage de strigidés et d’Accipitridés sur la zone. L’habitant typique des ruisseaux est le Cincle plongeur qui plonge pour trouver sa nourriture dans le courant, aussi en hiver. Aussi, les autres espèces que l’on peut observer au parc national son entre autres, la Gorgebleue à miroir, le Chevalier sylvain, la Bergeronnette printanière, le Combattant varié et le Chevalier arlequin.

### Météo et phénomènes naturels
La localisation du parc national de Pallas-Yllästunturi au nord du cercle polaire arctique inclut des phénomènes météo et naturels typiques liés au changement des saisons. L’hiver comprend une période de nuit polaire de décembre à janvier, des chutes de neige et des températures gelées qui peuvent descendre jusqu’à -30 º, et peu de lumière du soleil. Le soir et la nuit, on peut observer par ciel dégagé, des objets célestes et des aurores boréales. 
Le parc national est recouvert de la couche de neige la plus épaisse en mars-avril, et à ce moment-là, il peut y avoir plus d’un mètre de neige sur les monts et dans les forêts. À la fin de l’hiver, la quantité de lumière augmente rapidement. Au printemps, la neige fond, et les journées sont de plus en plus lumineuses. L’été commence à la mi-juin, et en juin-juillet, la région est bercée par la soleil de minuit. Pendant la période la nuit sans nuit, le soleil ne descend pas en dessous de l’horizon. 
La période de la ruska (changement de couleur des feuilles) commence généralement sur les monts de la Laponie de l’Ouest à partir de la mi-septembre, et dure pendant près de trois semaines. La première neige tombe sur la zone après la mi-octobre, mais des giboulées de neige occasionnelles peuvent aussi se manifester, en particulier sur l’aire de Pallas-Ounastunturi.

## Responsabilité
Le certificat European Charter 1 2013-2018 et 2019-2023 a été décerné au parc national de Pallas-Yllästunturi. Ce certificat a été octroyé par la fédération des aires protégées EUROPARC. 
Dans tous les parcs nationaux de Finlande, on observe la règle de randonnée zéro déchet. L’objectif de la randonnée zéro déchet est que les randonneurs soient responsables d’emmener leurs propres déchets avec eux et de les emmener aux points Éco entretenus. On vise de cette manière à réduire la quantité de déchets laissés dans la nature. 
Pour faire le tri des déchets, le centre nature de Pallastunturi, Tunturi-Lappi et Yllätunturi a des points Éco où l’on peut emmener les déchets de papier, de carton, de verre et de métal, ainsi que les piles. Les biodéchets peuvent compostés dans les toilettes sèches, et les petits déchets combustibles peuvent être brûlés sur les aires de feu de camp.  
Au Parc national de Pallas-Yllästunturi, on mesure la pureté de l’air à la station de mesure de Sammaltunturi de l’Institut finlandais de météorologie. Selon le communiqué de l’OMS, la station de mesure située à Sammaltunturi figure parmi les endroits où l’on trouve l’air le plus pur du monde. Là, les teneurs en particules fines restent en dessous de 4 µg/m3. 

## Centres nature
Le parc national de Pallas-Yllästunturi compte trois centres nature : Le Centre nature Kellokas d’Yllästunturi, le Centre nature de Pallastunturi et le centre nature Tunturi-Lappi situé à Hetta. Les conseillers des centres nature vous parleront du parc national et des possibilités de randonnées. Les expositions du centre nature Meän elämää-, Metsästä paljakalle et Vuovjjuš - Kulkijat nous présentent la nature et la culture de la région. Il est également possible de regarder des films et de voir des expositions d’art dans les centres nature. De plus, les visiteurs peuvent y acheter des produits sur le thème de la nature.
Le parc est traversé par la route régionale 957 et la par Kantatie 79.

## Histoire
L’idée de fonder des parcs nationaux en Finlande a été exprimée pour la première fois en 1910. À ce moment-là, le Comité de protection des forêts a proposé dans ses rapports la fondation de parcs nationaux à Pallastunturi, et à Pyhätunturi de Pelkosenniemi. Le botaniste finlandais Kaarlo Linkola a pour sa part eu une grande influence sur la fondation d’un parc national sur l’aire de Pallastunturi. 
Le projet d’une zone naturelle de protection générale à fonder a été approuvé en 1928 à la Diète, et c’est finalement en 1938 après de nombreux rapports et présentations que les premiers parcs nationaux virent le jour. Le parc national Pallas-Ounatunturi a aussi figuré parmi ces premiers parcs nationaux. 
Sur l’aire du parc national de Pallas-Yllästunturi, l’histoire du tourisme remonte jusqu’aux années 1930 où l’on a commencé à organiser des cours de ski tunturi sur les monts Pyhäkero d’Ounastunturi et sur les monts Pallastunturi. Le tourisme s’est également répandu à Äkäslompolo à cette même période. 
Le parc national de Pallas-Yllästunturi a été fondé en 2005. Le nouveau parc a intégré le vieux parc national Pallas-Ounastunturi, et les programmes de protection d’Ylläs–Aakenustunturi¨ et des autres zones proches, comme les programmes de protection des zones de forêts et de marais. Par la même occasion, le parc national de Pallas-Ounastunturi a cessé d'exister. La nouvelle superficie du parc national est de 1022 km².
Le sommet le plus élevé d’Yllästunturi, et les stations de ski qui s’y trouvent ne font plus partie de l’aire du parc national, sauf la station de ski située à Pallastunturi Laukukero.

## Galerie

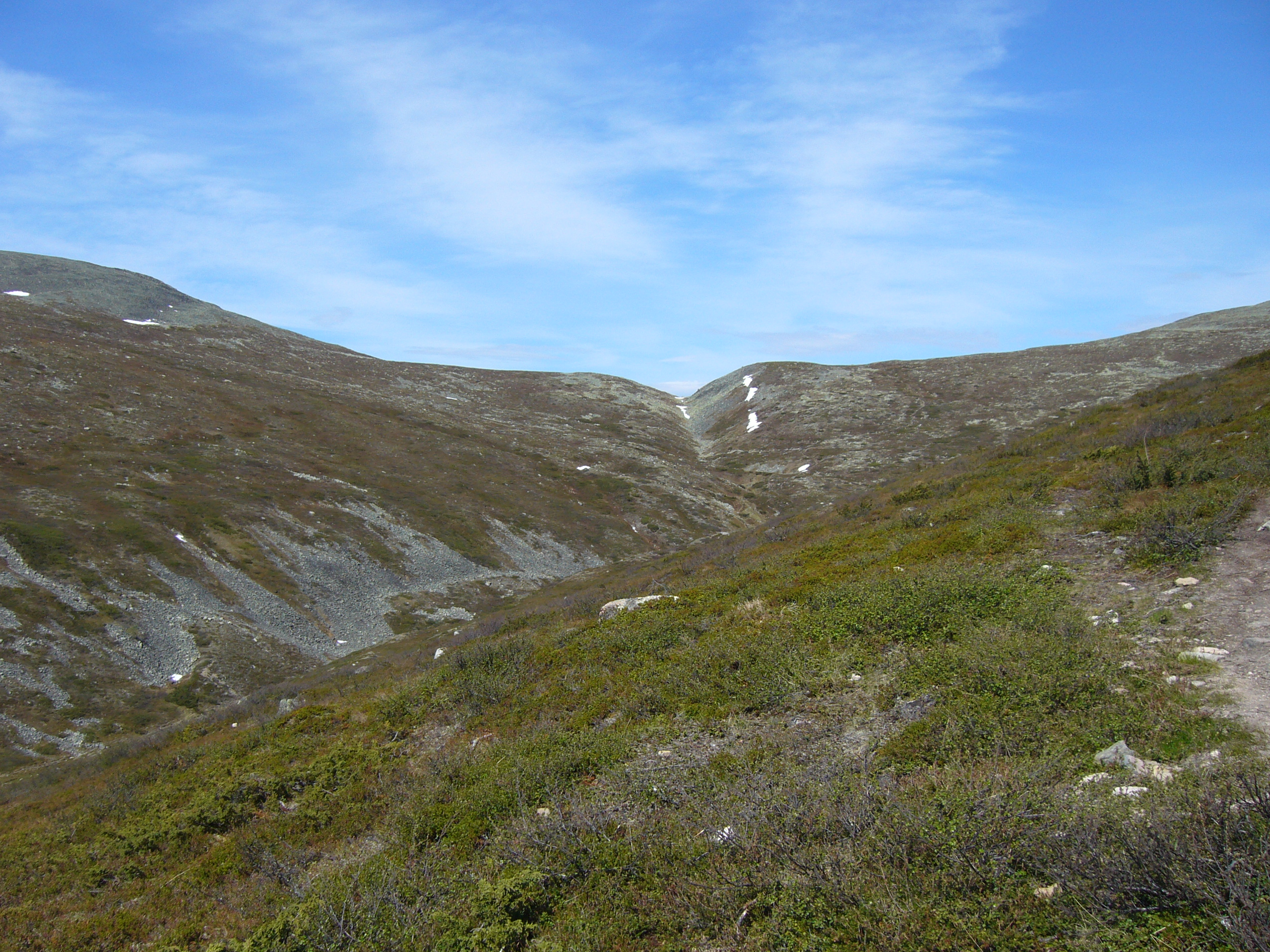
Parc national de Pallas-Yllästunturi.
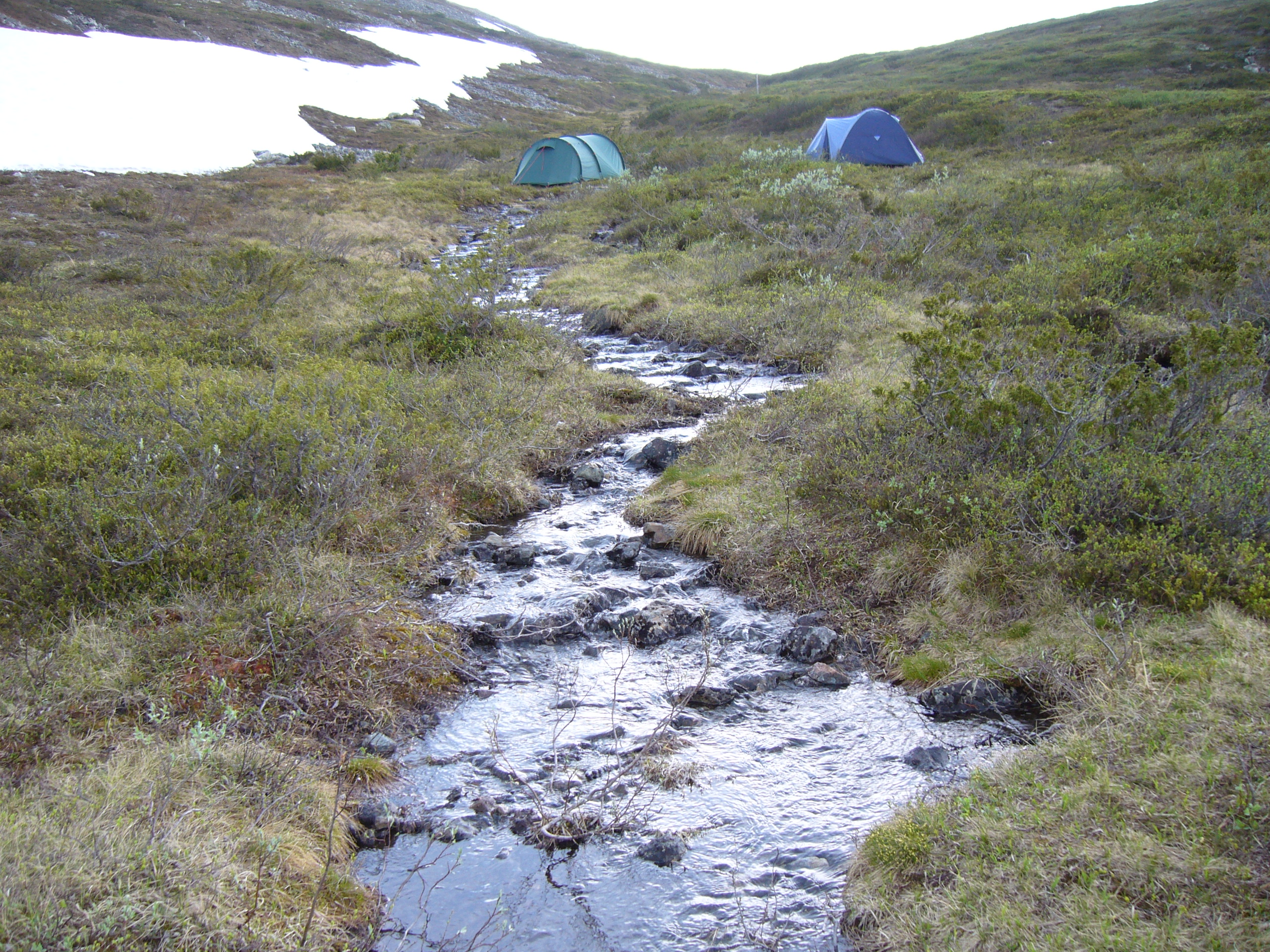
Ruisseau à proximité du chalet Montell.
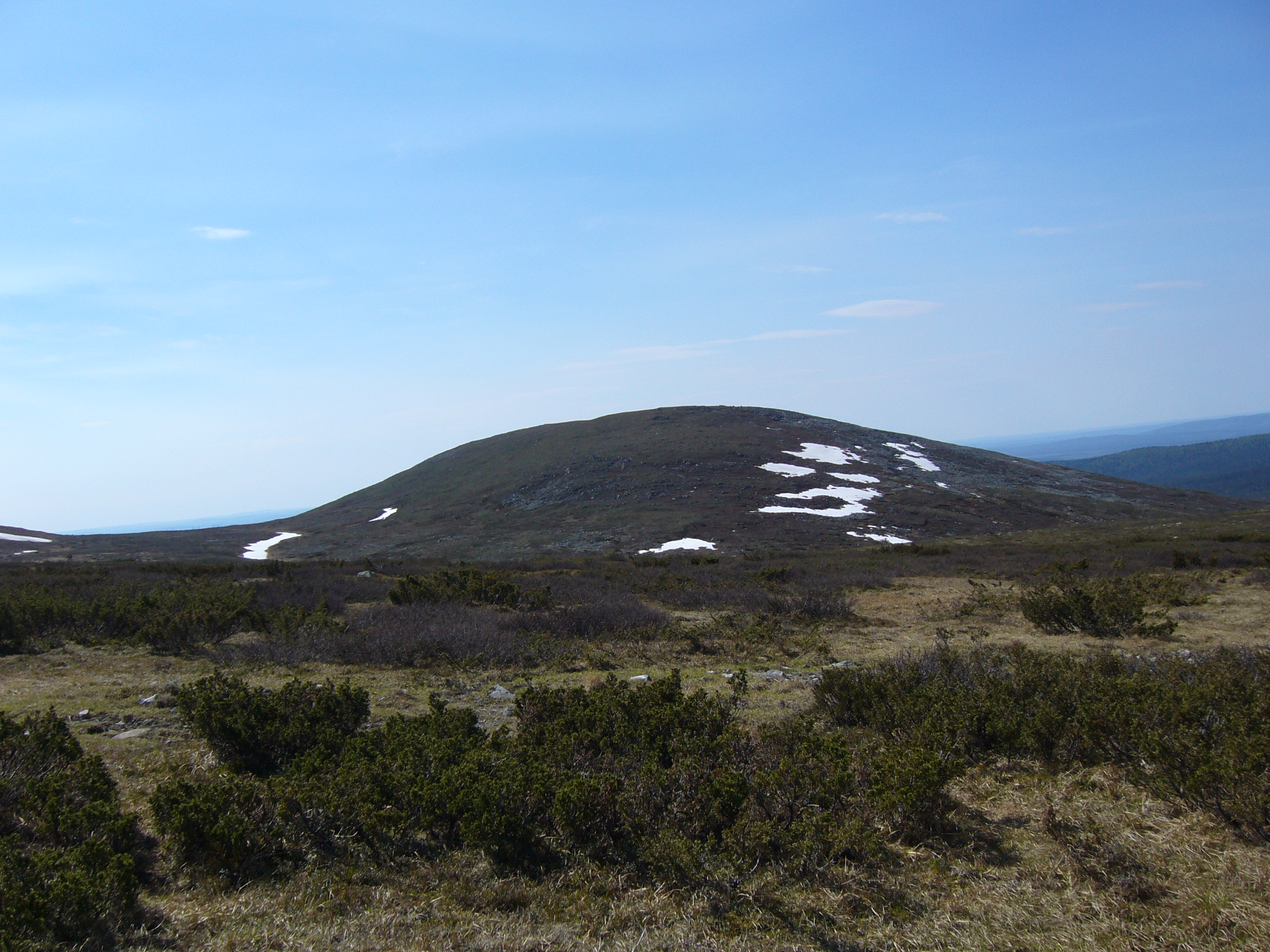
Le parc en juin 2006
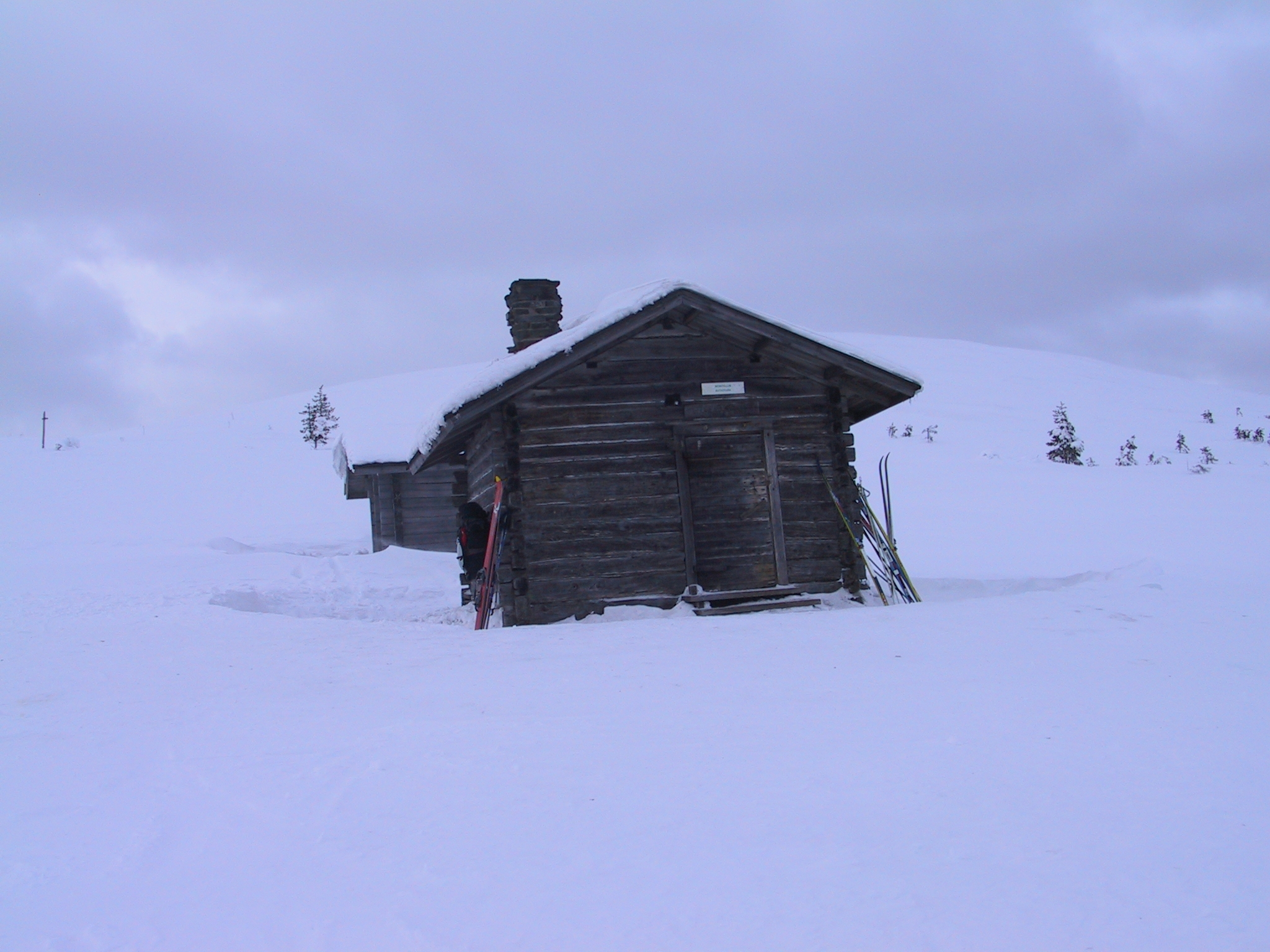
Le chalet Montell en mémoire de Justus Elias Montell.